# Bahnhof Lübben (Spreewald)
Bahnhof Lübben egy vasútállomás Németországban, Brandenburg tartományban, Lübben városában. Napi 2500 fős utasforgalma alapján a Német vasútállomás-kategóriák közül a negyedikbe tartozik. A állomás megnyerte Az év vasútállomása díjat 2004-ben.

## Vasútvonalak
Az állomást az alábbi vasútvonalak érintik:
- Berlin–Görlitz-vasútvonal (74,6 km) (KBS 202)

## Kapcsolódó állomások
A vasútállomáshoz az alábbi állomások vannak a legközelebb:
- Berlin Hauptbahnhof (ICE 10, ICE 28)
- Regionalbahnhof Berlin Jungfernheide (Long-distance and regional railway station Berlin-Südkreuz, RB 10)
- Fern- und Regionalbahnhof Berlin-Zoologischer Garten (Cottbus Hauptbahnhof, RE 2)
- Berlin-Charlottenburg állomás (Bahnhof Schönefeld (bei Berlin), RB 14 (Nauen - Berlin Schönefeld Flughafen))
- Berlin Albrechtshof station (Nauen railway station, RB 14 (Nauen - Berlin Schönefeld Flughafen))
- Falkensee railway station (Wismar railway station, RE 2)
- Rathenow (Hannover–Berlin nagysebességű vasútvonal)
- Berlin-Charlottenburg állomás (2022. december 11. – , Berlin Ostkreuz, RE 8)
- Berlin Albrechtshof station (2022. december 11. – , Wismar railway station, RE 8)
- Falkensee railway station (Wittenberge station, RE 6)
- Berlin-Charlottenburg állomás (Berlin-Charlottenburg állomás, RE 6)
- Berlin-Staaken station (Potsdam Hauptbahnhof, RB 21)
- Bahnhof Berlin Jungfernheide (Berlin-Gesundbrunnen állomás, RB 21)
- Regionalbahnhof Berlin Jungfernheide (Falkenberg (Elster), RE 4)
- Berlin-Staaken station (Rathenow, RE 4)
- Berlin Albrechtshof station (Nauen railway station, RB 10)

## Forgalom
Az állomást az alábbi viszonylatok érintik:
| Viszonylat | Útvonal |
| ---------- | --- |
| IC 56      | Emden – Leer – Oldenburg – Bréma – Hannover – Magdeburg – Berlin – Königs Wusterhausen – Lübben (Spreewald) – Cottbus                 |
| RE 2       | Wismar – Schwerin – Wittenberge – Berlin-Spandau – Königs Wusterhausen – Lübben (Spreewald) – Cottbus                                 |
| RB 19      | Berlin Gesundbrunnen – Berlin Südkreuz – Berlin-Schönefeld Flughafen – Königs Wusterhausen – Lübben (Spreewald) – Calau – Senftenberg |